# ابراهیم‌آباد (فاریاب)
ابراهیم‌آباد، روستایی در دهستان مهروئیه بخش مرکزی شهرستان فاریاب در استان کرمان ایران است.

## جمعیت
بر پایه سرشماری عمومی نفوس و مسکن در سال ۱۳۹۵، جمعیت این روستا برابر با ۱۴۹ نفر (۴۴ خانوار) بوده‌است.